# Шу (бог)
Вижте пояснителната страница за други значения на Шу.
Шу е бог на въздуха в египетската митология, олицетворяващ пространството между небето и земята. Изобразяван е като мъж с вдигнати ръце, придържащи Нут (небето), и със стъпили на Геб (земята) крака. Шу е съпруг на Тефнут.
Според легендата за сътворението на света:в началото имало само вода, от която излязло Слънцето. То създава Шу, бога на Въздуха, и Тефнут, богинята на Влагата, които родили Геб, бога на Земята, и Нут, бога на Небето. Шу символизира също така и светлината, която отделя небето от земята. Той поддържа небесния свод.